# Rigny-la-Salle
Pour les articles homonymes, voir Rigny (homonymie).
Rigny-la-Salle est une commune française située dans le département de la Meuse, en région Grand Est.

## Géographie
Rigny-la-Salle est un petit village français situé dans le département de la Meuse. Cette petite commune rurale de 300 habitants est traversée par la Meuse et l'Arofe.
Le territoire de la commune est limitrophe de ceux de sept communes :
| Ugny-sur-Meuse | Saint-Germain-sur-Meuse | Saint-Germain-sur-Meuse Choloy-Ménillot |
| Vaucouleurs    | Rigny-la-Salle          | Domgermain                              |
| Chalaines      | Rigny-Saint-Martin      | Rigny-Saint-Martin                      |

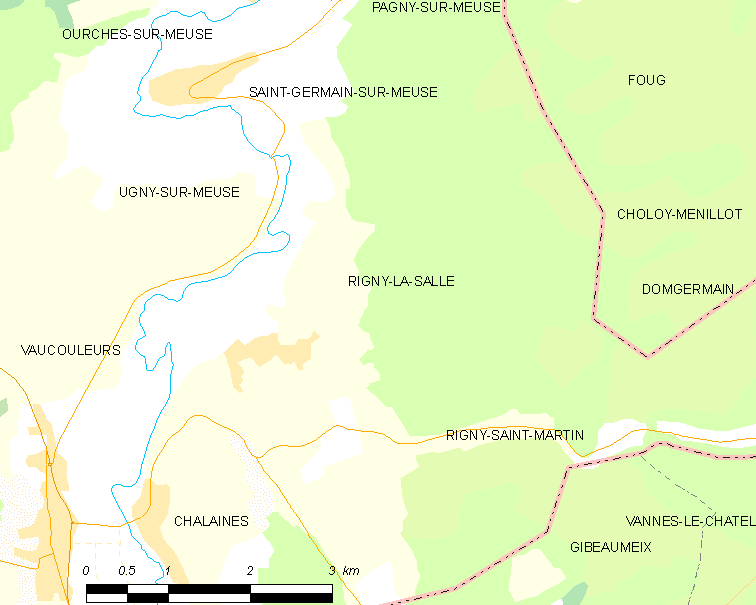
Carte de la commune.
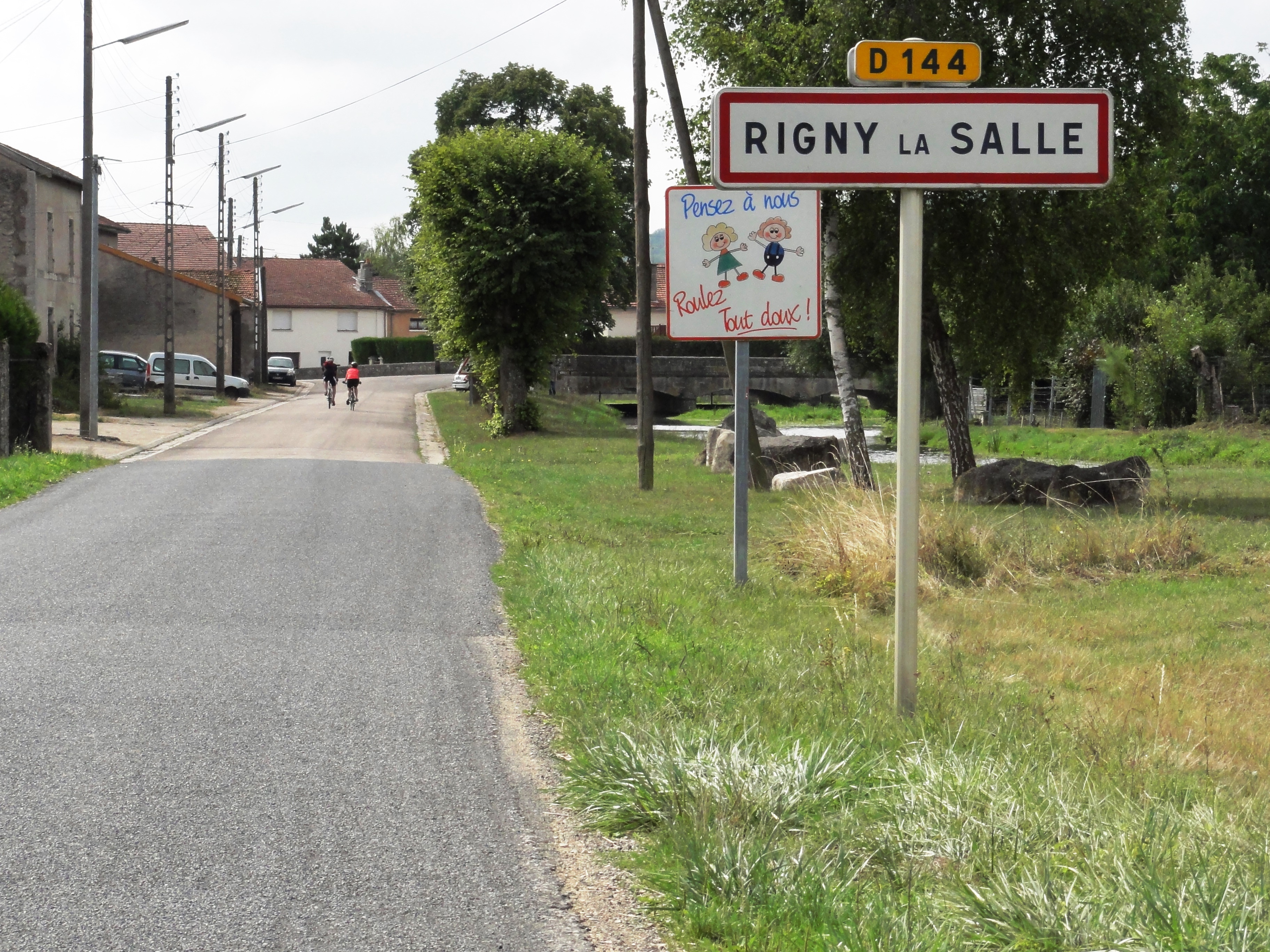
Entrée de Rigny-la-Salle.
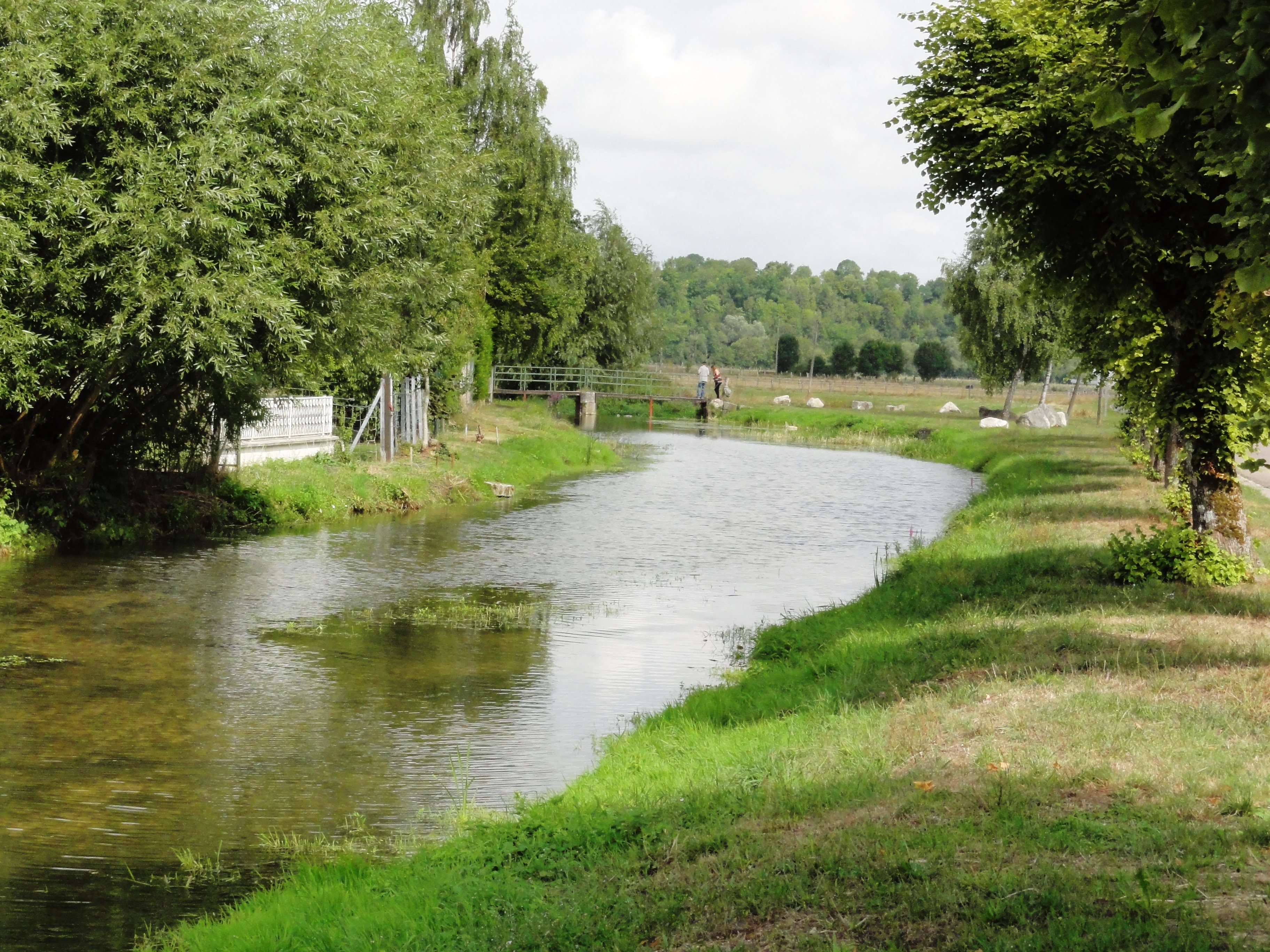
L'Aroffe (Ruisseau de la Baumelle).

### Hydrographie
La commune est traversée par la ligne de partage des eaux entre les bassins versants du Rhin et de la Meuse au sein du bassin Rhin-Meuse. Elle est drainée par la Meuse, le ruisseau l'Aroffe et le ruisseau du Marbre,.
La Meuse, d'une longueur de 486 km, est un fleuve européen qui prend sa source en France, dans la commune du Châtelet-sur-Meuse, à 409 mètres d'altitude, et se jette dans la mer du Nord après un cours long d'approximativement 950 kilomètres traversant la France, la Belgique et les Pays-Bas. Les caractéristiques hydrologiques de la Meuse sont données par la station hydrologique située sur la commune de Vaucouleurs. Le débit moyen mensuel est de 19,3 m3/s. Le débit moyen journalier maximum est de 657 m3/s, atteint lors de la crue du 30 décembre 2001. Le débit instantané maximal est quant à lui de 697 m3/s, atteint le même jour.
L'Aroffe, d'une longueur de 50 km, prend sa source dans la commune de Beuvezin et se jette  dans la Meuse sur la commune, après avoir traversé 18 communes. 

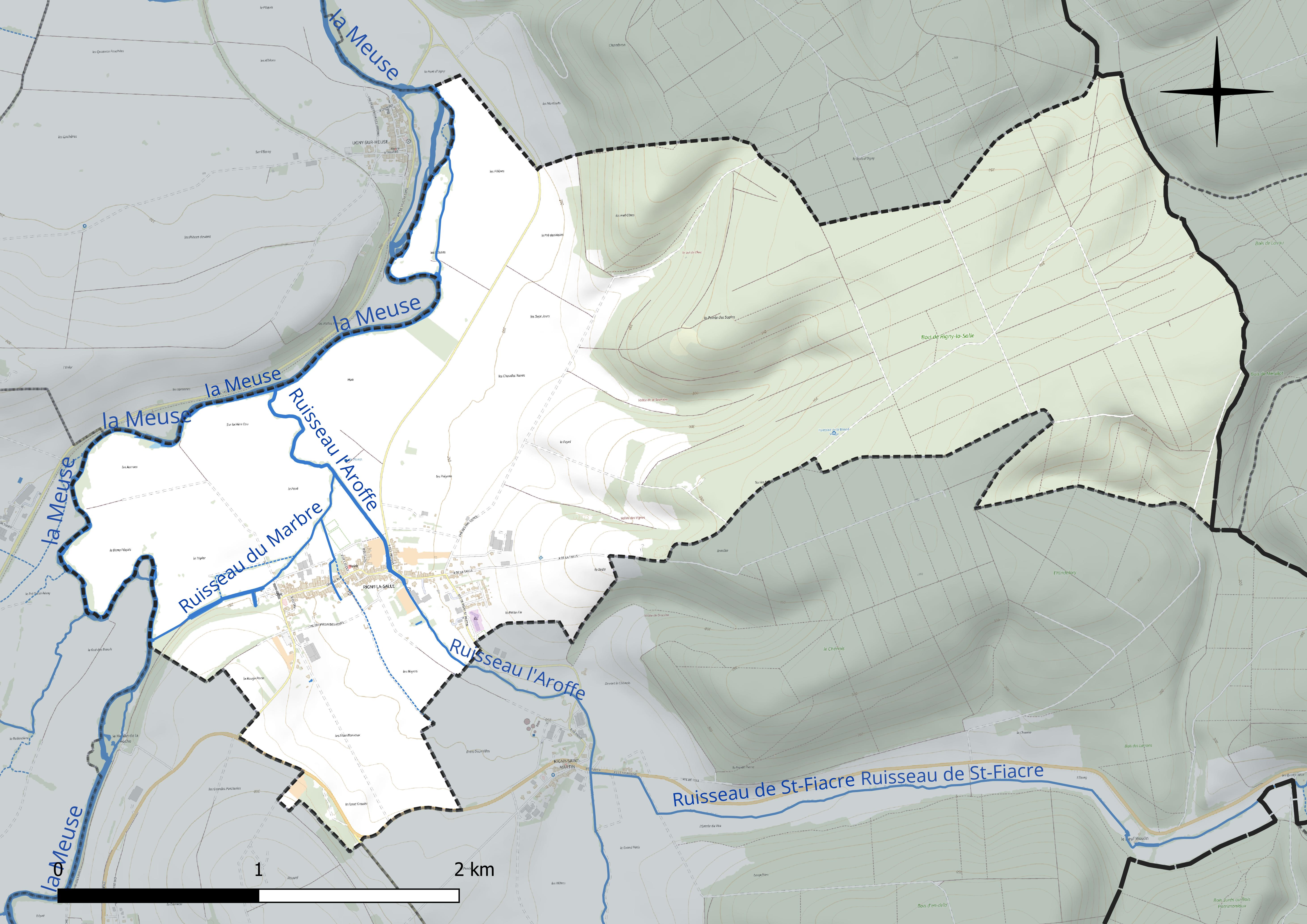
Réseau hydrographique de Rigny-la-Salle.

### Climat
Pour des articles plus généraux, voir Climat du Grand Est et Climat de la Meuse.
En 2010, le climat de la commune est de type climat des marges montargnardes, selon une étude du Centre national de la recherche scientifique s'appuyant sur une série de données couvrant la période 1971-2000. En 2020, Météo-France publie une typologie des climats de la France métropolitaine dans laquelle la commune est exposée à un climat océanique altéré et est dans la région climatique  Lorraine, plateau de Langres, Morvan, caractérisée par un hiver rude (1,5 °C), des vents modérés et des brouillards fréquents en automne et hiver. 
Pour la période 1971-2000, la température annuelle moyenne est de 9,7 °C, avec une amplitude thermique annuelle de 16,6 °C. Le cumul annuel moyen de précipitations est de 874 mm, avec 12,8 jours de précipitations en janvier et 9,2 jours en juillet. Pour la période 1991-2020, la température moyenne annuelle observée sur la station météorologique de Météo-France la plus proche, « Nancy-Ochey », sur la commune d'Ochey à 18 km à vol d'oiseau, est de 10,5 °C et le cumul annuel moyen de précipitations est de 810,4 mm. 
La température maximale relevée sur cette station est de 39,6 °C, atteinte le 25 juillet 2019 ; la température minimale est de −19,1 °C, atteinte le 12 janvier 1987,,. 
Les paramètres climatiques de la commune ont été estimés pour le milieu du siècle (2041-2070) selon différents scénarios d'émission de gaz à effet de serre à partir des nouvelles projections climatiques de référence DRIAS-2020. Ils sont consultables sur un site dédié publié par Météo-France en novembre 2022.

## Urbanisme

### Typologie
Au 1er janvier 2024, Rigny-la-Salle est catégorisée commune rurale à habitat dispersé, selon la nouvelle grille communale de densité à sept niveaux définie par l'Insee en 2022.
Elle est située hors unité urbaine et hors attraction des villes,.

### Occupation des sols
L'occupation des sols de la commune, telle qu'elle ressort de la base de données européenne d’occupation biophysique des sols Corine Land Cover (CLC), est marquée par l'importance des territoires agricoles (49,4 % en 2018), en augmentation par rapport à 1990 (47,4 %). La répartition détaillée en 2018 est la suivante : 
forêts (47,2 %), terres arables (28,6 %), prairies (20,2 %), zones urbanisées (3,4 %), zones agricoles hétérogènes (0,6 %). L'évolution de l’occupation des sols de la commune et de ses infrastructures peut être observée sur les différentes représentations cartographiques du territoire : la carte de Cassini (XVIIIe siècle), la carte d'état-major (1820-1866) et les cartes ou photos aériennes de l'IGN pour la période actuelle (1950 à aujourd'hui).

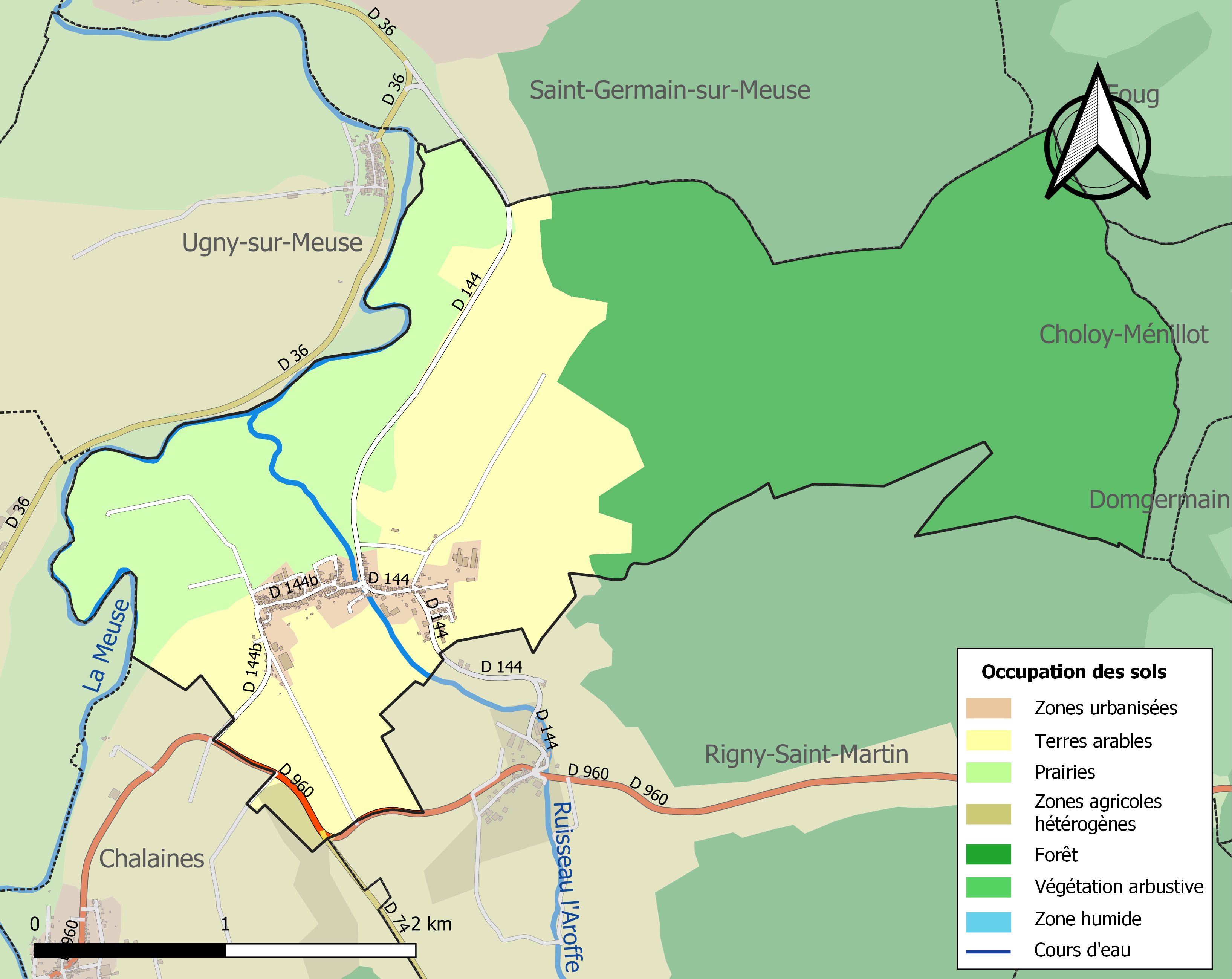
Carte des infrastructures et de l'occupation des sols de la commune en 2018 (CLC).

## Toponymie
Le nom de la localité est attesté sous les formes Rigneium (971) ; Rigney-la-Salle (1300) ; Rigney-à-la-Sale (1304) ; Rigney-la-Sale (1304) ; Rigneyum (1402) ; Rigny-Bas (xve siècle) ; Regny-la-Salle (1700) ; Rinez (1707) ; Riniacus-ad-Aulam-Regiam (1711).

## Histoire
Le château ou maison forte de Malpierre, possession des Salles du XVIIe au début du XIXe siècle, fut en partie détruite par un incendie en 1831. Ensuite remaniée à la reconstruction dans les années suivantes.
Rigny-la-Salle est célèbre par les entrevues qu'y ont eues les empereurs d'Allemagne et les rois de France en 1212, 1224 et 1299.

## Politique et administration
| Période                                  | Période      | Identité                             | Étiquette | Qualité                      |
| ---------------------------------------- | ------------ | ------------------------------------ | --------- | ---------------------------- |
| Les données manquantes sont à compléter. |              |                                      |           |                              |
| 1809                                     | 1814         | Charles-Thomas de Bellocq-Feuquières |           |                              |
| 1816                                     | 1826         | Pierre Depardieu                     |           |                              |
| 1826                                     | 1830         | Charles-Thomas de Bellocq-Feuquières |           |                              |
| 1853                                     | 1853         | Pierre Depardieu                     |           |                              |
| Les données manquantes sont à compléter. |              |                                      |           |                              |
| mars 2001                                | mars 2008    | Claude Elvinger                      |           |                              |
| mars 2008                                | mars 2014    | Chantal Crosnier                     |           |                              |
| mars 2014                                | juin 2014    | Ludovic Labourasse                   |           |                              |
| juin 2014                                | février 2016 | Laurent Husson                       |           | Démission en cours de mandat |
| février 2016                             | mai 2020     | Marc Assadourian                     |           |                              |
| mai 2020                                 | En cours     | Séverine Louis                       |           |                              |

## Population et société

### Démographie
L'évolution du nombre d'habitants est connue à travers les recensements de la population effectués dans la commune depuis 1793. Pour les communes de moins de 10 000 habitants, une enquête de recensement portant sur toute la population est réalisée tous les cinq ans, les populations de référence des années intermédiaires étant quant à elles estimées par interpolation ou extrapolation. Pour la commune, le premier recensement exhaustif entrant dans le cadre du nouveau dispositif a été réalisé en 2006.

En 2022, la commune comptait 370 habitants, en évolution de +0,54 % par rapport à 2016 (Meuse : −4,4 %, France hors Mayotte : +2,11 %).
| 1793 | 1800 | 1806 | 1821 | 1831 | 1836 | 1841 | 1846 | 1851 |
| ---- | ---- | ---- | ---- | ---- | ---- | ---- | ---- | ---- |
| 625  | 728  | 715  | 733  | 809  | 826  | 790  | 780  | 764  |

| 1856 | 1861 | 1866 | 1872 | 1876 | 1881 | 1886 | 1891 | 1896 |
| ---- | ---- | ---- | ---- | ---- | ---- | ---- | ---- | ---- |
| 720  | 694  | 676  | 652  | 640  | 582  | 557  | 543  | 524  |

| 1901 | 1906 | 1911 | 1921 | 1926 | 1931 | 1936 | 1946 | 1954 |
| ---- | ---- | ---- | ---- | ---- | ---- | ---- | ---- | ---- |
| 518  | 478  | 464  | 434  | 386  | 373  | 395  | 370  | 407  |

| 1962 | 1968 | 1975 | 1982 | 1990 | 1999 | 2006 | 2011 | 2016 |
| ---- | ---- | ---- | ---- | ---- | ---- | ---- | ---- | ---- |
| 405  | 409  | 397  | 332  | 302  | 323  | 365  | 398  | 368  |

| 2021 | 2022 | - | - | - | - | - | - | - |
| ---- | ---- | - | - | - | - | - | - | - |
| 366  | 370  | - | - | - | - | - | - | - |

## Enseignement
La commune dépend de l'académie de Nancy-Metz. Pour le calendrier des vacances scolaires, Rigny-la-Salle est en zone B.
Le village dispose d'une école primaire publique. Le collège public du secteur se trouve à Vaucouleurs (collège Les Cuvelles).

## Culture locale et patrimoine

### Lieux et monuments

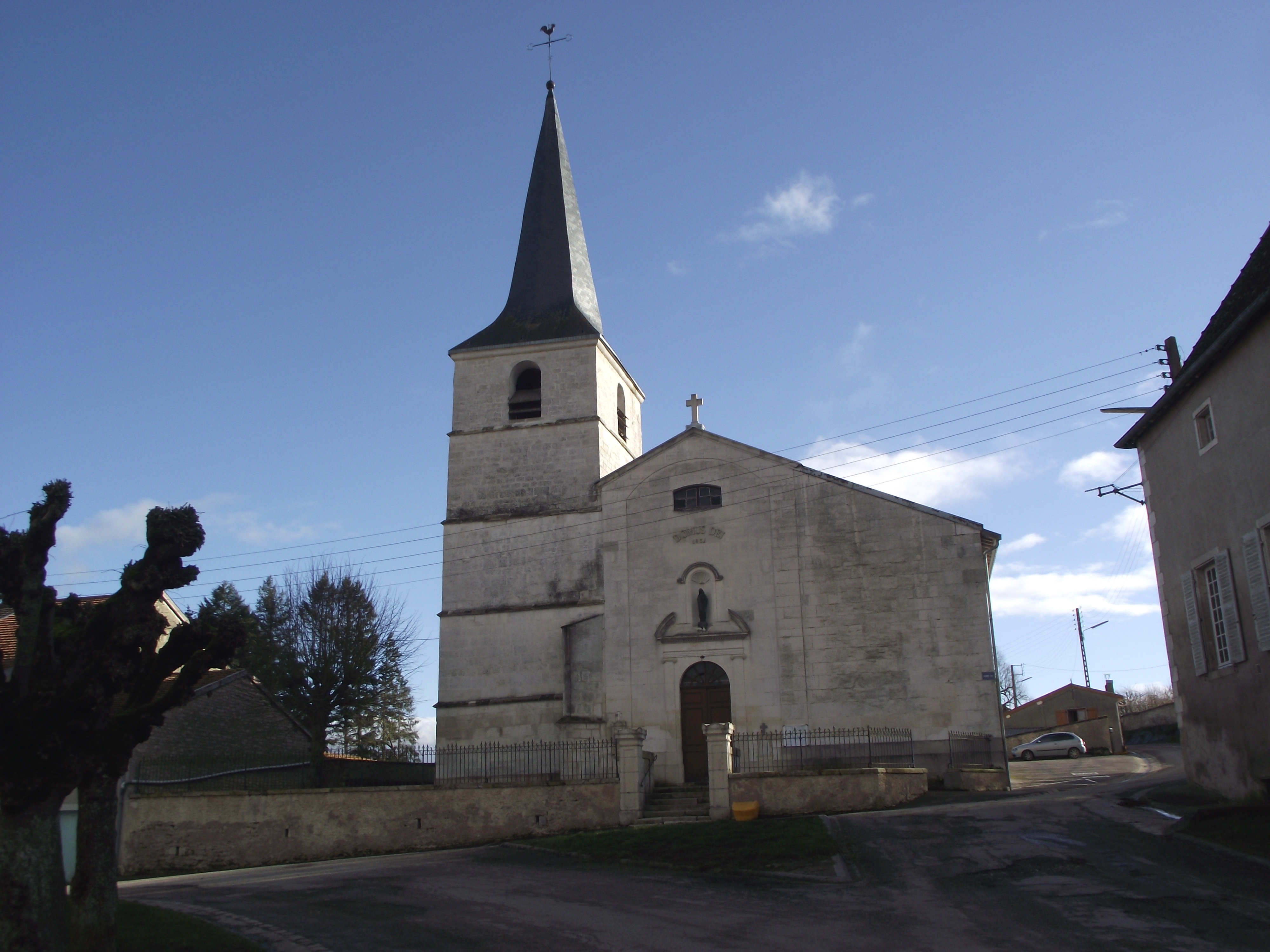
Église de la Nativité-de-la-Vierge.

- Église de la Nativité-de-la-Vierge de Rigny-la-Salle, construite en 1834 située à l'entrée du village.
- le monument aux morts situé sur la place de la Mairie.
- La mairie de Rigny-la-Salle.
- Un calvaire.
- Une statue, Le Sacré-Cœur entre les deux Rigny et Ugny-sur-Meuse dans les bois de Rigny-la-Salle.
- Un ancien prieuré de l'ordre de Saint-Benoît, dépendant de l'abbaye Saint-Mansuy, du diocèse de Toul maintenant disparu.
- Source la Bonne Vierge située dans les bois.

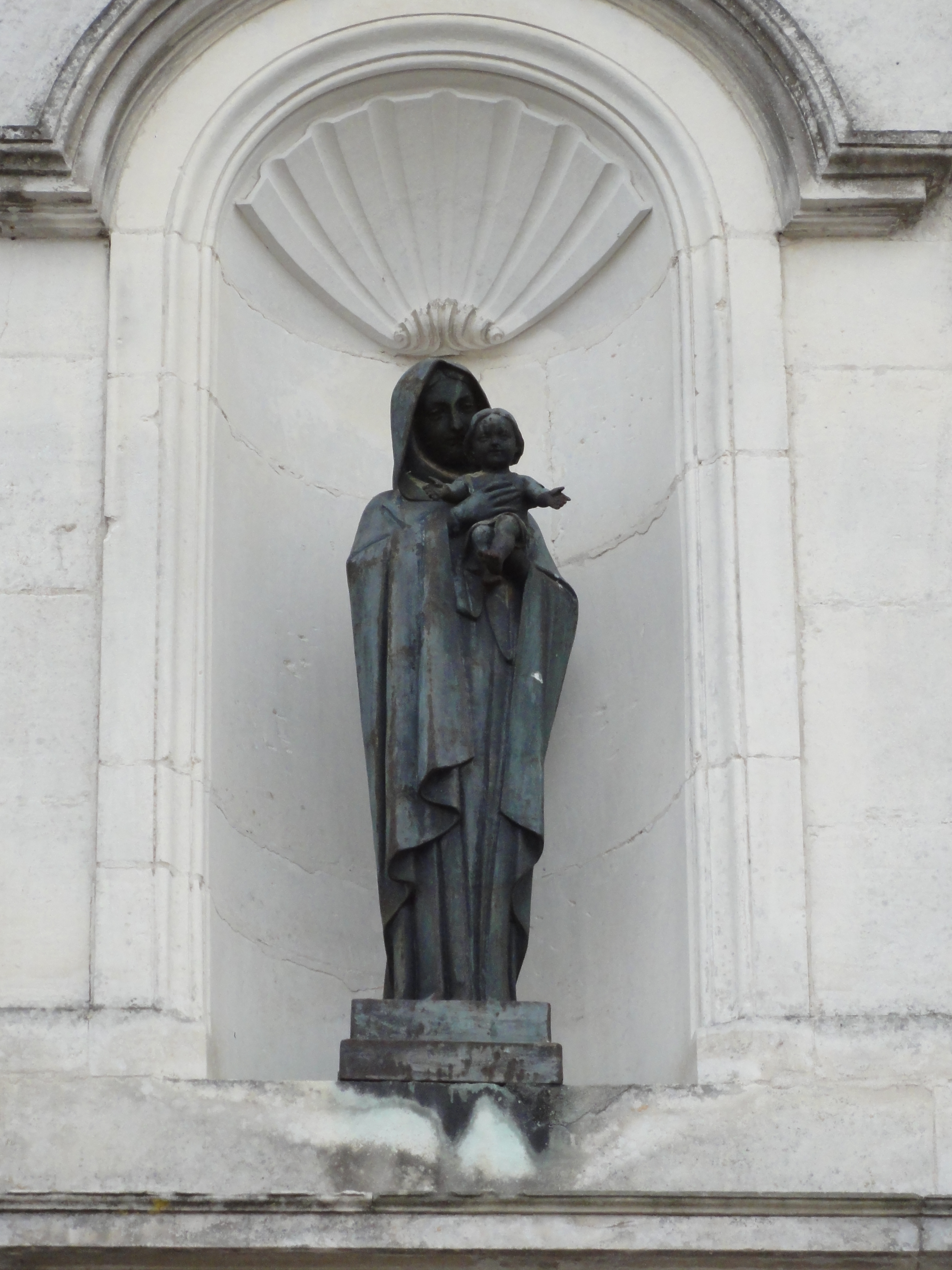
Statue Vierge et Enfant sur la façade de l'église.
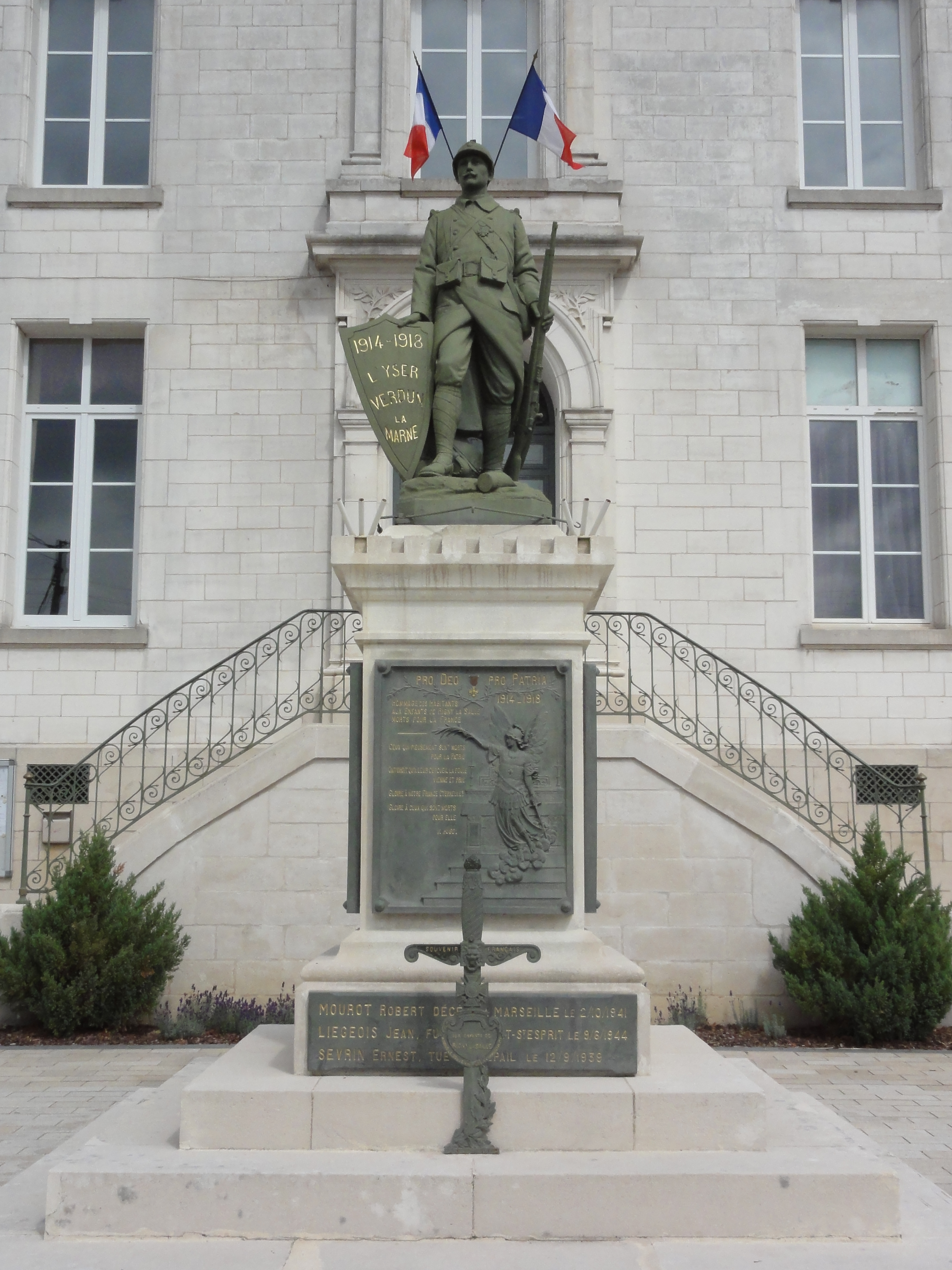
Monument aux morts.
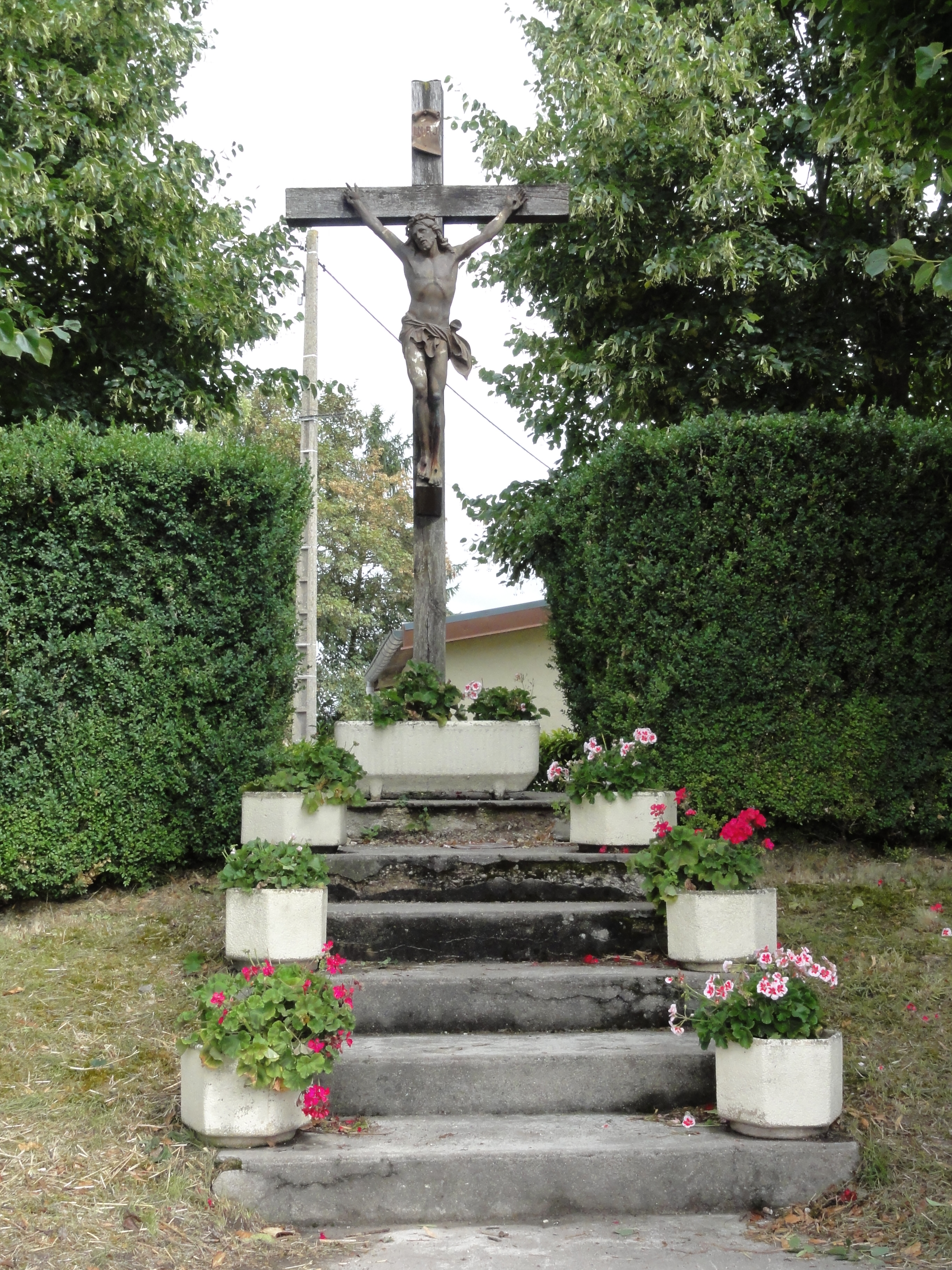
Calvaire.

### Héraldique
| Blason de Rigny-la-Salle | Blason  | Parti d'azur au lys de jardin d'argent et d'argent à la tour donjonnée ouverte et ajourée du champ à la trangle ondée et abaissée d'or brochant sur le tout. |
| Blason de Rigny-la-Salle | Détails | Blason composé par R.A. LOUIS avec les conseils de la Commission Héraldique de L'UCGL et adopté par la commune en janvier 2015.                              |